# La Cuba
La Cuba é um município da Espanha na província de Teruel, comunidade autónoma de Aragão. Tem 6,5 km² de área e em 2021 tinha 42 habitantes (densidade: 6,5 hab./km²).

## Demografia
| Variação demográfica do município entre 1991 e 2004 | Variação demográfica do município entre 1991 e 2004 | Variação demográfica do município entre 1991 e 2004 | Variação demográfica do município entre 1991 e 2004 |
| --------------------------------------------------- | --------------------------------------------------- | --------------------------------------------------- | --------------------------------------------------- |
| 1991                                                | 1996                                                | 2001                                                | 2004                                                |
| 84                                                  | 70                                                  | 57                                                  | 52                                                  |